# Umboni Silió
Umboni Silió (en llatí Umbonius Silio) va ser un governador romà de la Bètica o Hispània Ulterior sota l'emperador Claudi.
Exercia el govern quan el van fer tornar a Roma i el van destituir, expulsant-lo del senat romà, per haver ofès a un dels lliberts de l'emperador, tot i que a efectes legals l'acusació es va fer per altres suposats delictes.